# Valeria Antolino
Valeria Angelina Antolino Pacheco (Mérida, Venezuela, 30 de agosto de 2002) es una deportista española que compite en saltos de trampolín y plataforma.
En los Juegos Europeos de Cracovia 2023 consiguió dos medallas de bronce, en plataforma 10 m sincro y equipo mixto. Ganó cuatro medallas en el Campeonato Europeo de Natación, en los años 2024 y 2025.
Participó en los Juegos Olímpicos de París 2024, ocupando el octavo lugar en la prueba de trampolín 3 m.

## Palmarés internacional
| Juegos Europeos    | Juegos Europeos   | Juegos Europeos   | Juegos Europeos              |
| Año                | Lugar             | Medalla           | Prueba                       |
| ------------------ | ----------------- | ----------------- | ---------------------------- |
| 2023               | Rzeszów (Polonia) | Medalla de bronce | Plataforma 10 m sincro       |
| 2023               | Rzeszów (Polonia) | Medalla de bronce | Equipo mixto                 |
| Campeonato Europeo |                   |                   |                              |
| Año                | Lugar             | Medalla           | Prueba                       |
| 2024               | Belgrado (Serbia) | Medalla de oro    | Plataforma 10 m sincro mixto |
| 2024               | Belgrado (Serbia) | Medalla de oro    | Equipo mixto                 |
| 2024               | Belgrado (Serbia) | Medalla de plata  | Plataforma 10 m sincro       |
| 2025               | Antalya (Turquía) | Medalla de oro    | Plataforma 10 m sincro       |